# 中星集團
中星集團控股有限公司（Neway Group Holdings Limited，簡稱中星集團）是香港一家投資控股公司，於1979年創立。前身為「中大印刷集團控股有限公司」，主要負責印刷業務，後來收購音樂及娛樂業務之後易名為「中星集團控股有限公司」。

## 旗下公司
中星集團旗下主要有5家附屬公司，即負責印刷業務的中大印刷有限公司，負責音樂及娛樂業務的Gain Capital 國際有限公司，負責博彩遊戲娛樂業務的Takara Gaming Solutions Ltd.，負責地產投資及管理業務的輝惠國際有限公司，和負責卡拉OK業務的Neway Karaoke Box有限公司。

## Gain Capital
Gain Capital 國際有限公司（Gain Capital International Limited，簡稱Gain Capital）是中星集團旗下主要娛樂公司。

## 旗下藝人
- Canband

## 合作公司
太陽娛樂文化

## 已解約／約滿藝人
| 星娛樂                                  | 星娛樂                                                 | 星娛樂                                           | 星娛樂                                     |
| --------------------------------------- | ------------------------------------------------------ | ------------------------------------------------ | ------------------------------------------ |
| 關淑怡                                  | 鍾嘉欣 （2011年加盟星煥國際） （2013年再轉投星夢娛樂） | 朱韻詩                                           | 鄧芷茵                                     |
| J-Twins                                 | 劉 璇                                                  | 梁詠琪 （唱片合約）                              | 關菊英 （唱片合約）                        |
| 周慧敏 （唱片合約）                     | 黃韻玲                                                 | 藍又時                                           | 江美琪 （加盟星娛音樂）                    |
| 光 良 （加盟星娛音樂）                  | 鄺祖德 （加盟金牌大風）                                | 韋 雄                                            | RedNoon                                    |
| 鄭 融                                   | 謝偉倫 （海洋創意，唱片合約）                          | 李安豪                                           | 羅孝勇                                     |
| 車婉婉 （銀河海瀾演藝，唱片合約）       | 楊愛瑾 （唱片合約）                                    | 陳詩慧 （HMV數碼中國集團， 唱片合約）            | N-SONIC （星淘娛樂，唱片代理發行）         |
| 柳妍熙 （星曜國際娛樂，唱片合約）       | 陳志嘉                                                 | 陳曉東 （加盟耀榮文化 （火爆娛樂，唱片代理發行） | 林子博 （加盟天盟娛樂）                    |
| 謝中傑                                  | 羅啟聰 （Note 13，唱片代理發行）                       | 何弘軒 （無極巨星，唱片代理發行）                | 吳業坤                                     |
| SZSTER （天立娛樂，唱片代理發行）       | 應昌佑 （天立娛樂，唱片代理發行）                      | 梁奕藍 （匯星時代娛樂， 唱片代理發行）           | 蘇煒喬                                     |
| 林熹瞳 （火爆娛樂，唱片合約）           | 石詠莉                                                 | 鄭世豪 （TVB，唱片合約）                         | 黎瑞恩                                     |
| 葉文輝                                  | 黃凱芹                                                 |                                                  |                                            |
| Neway star                              |                                                        |                                                  |                                            |
| 王浩信 （加盟TVB）                      | 胡杏兒                                                 | 黃婉佩                                           | 陳潔麗                                     |
| 吳日言                                  | 陳楚喬                                                 | 黎美言 （加盟燃夢者娛樂）                        | 張紋嘉 （加盟耀榮文化）                    |
| 張惠雅                                  | Soler                                                  | 鄺美雲                                           | 陳松伶                                     |
| 田蕊妮                                  | 陳美詩                                                 | 孫耀威                                           | 鄧健泓                                     |
| 林晴恩                                  | 周吉佩                                                 | 鄺星宇                                           | 葉冬賢                                     |
| 阮兆祥                                  | 羅嘉豪 （MFM）                                         | 祖絲 （MFM）                                     | AJ （MFM）                                 |
| 蘇菲                                    |                                                        |                                                  |                                            |
| 代理藝人                                |                                                        |                                                  |                                            |
| 關心妍 （C-12）                         | 鄭敬基                                                 | 江若琳                                           | 陳綺雯                                     |
| 李晧軒 （夢想沙龍娛樂文化， 唱片合約）  | B.Gs （KISS K.C.V.，唱片代理發行）                     | 蔡立兒 （Wealthy Worldwide，唱片代理發行）       | 李蕙敏 （樂意唱片，唱片代理發行）          |
| 湯寶如 （K Art Workshop，唱片代理發行） | 趙學而 （Skinny Por Por's Jukebox， 唱片代理發行）     | 林聞恩 （環球傳奇影視娛樂， 唱片代理發行）       | 星座少女 （Starteam Group， 歌曲代理發行） |
| 楊斯捷 （天盟娛樂，唱片代理發行）       | 王梓軒 （OMF Music，唱片代理發行）                     | 李日朗 （天立娛樂，唱片代理發行）                | 曹震豪 （Dumb Youth，唱片合約）            |
| 曾傅君 （星韜國際， 唱片代理發行）      | ReVe （夢想沙龍娛樂文化， 唱片合約）                   |                                                  |                                            |

## 外部連結
- 中星集團（页面存档备份，存于）